# Bénigne de Bacilly
Bénigne de Bacilly (batejat a Lolif (Normandia), 21 de desembre del 1621 - París, 27 de setembre del 1690) fou un compositor francès.
Abraçà la carrera eclesiàstica, i formà part durant un cert temps de la casa de Carles de la Lorena, duc d'Elbeuf, governador de la Picardia; contribuí molt a la moda en què estava en ús, de les dobles o disminucions, en el seu temps. Entre les seves obres hi figuren: Recueil des plus beaux vers qui ont été mis en chant (París, 1661), Huit livres de chansons pour boire et pour danser (1663), Meslanges d'airs à deux parties, d'airs à boire et autres chansons (1671). 1er. et 2e. Recueil d'airs bachiques (1692), 1er et 2e livres d'airs spirituels à 2 parties (5a edició 1692), Remarques curieuses sur l'art de bien chanter (París, 1668, 1671, 1679, i 1681), una obra petita que assentà la reputació de Baccilly, i molt interessant per la història del cant a França.